# 1963 aux échecs
| Années des échecs : 1960 - 1961 - 1962 - 1963 - 1964 - 1965 - 1966    |
| Décennies des échecs : 1930 - 1940 - 1950 - 1960 - 1970 - 1980 - 1990 |

Cet article présente les faits marquants de l'année 1963 aux échecs.

## Événements majeurs
Tigran Petrossian remporte le Championnat du monde d'échecs 1963 qui l'oppose à Mikhaïl Botvinnik.

## Championnats nationaux
- Argentine : Raimundo Garcia remporte le championnat[1],[2]. Chez les femmes, Celia Baudot de Moschini s’impose.
- Autriche : Wilhelm Schwarzbach  remporte le championnat[3], chez les femmes non plus[4].
- Belgique : Paul Limbos remporte le championnat[5]. Chez les femmes, pas de championnat[6].
- États-Unis du Brésil : Helder Camara remporte le championnat[7]. Chez les femmes, c’est Ruth Volgl Cardoso qui s’impose.
- Canada : Abraham Yanofsky remporte le championnat[8].
- Chine : Pas de championnat[9].
- Écosse : M Fallone remporte le championnat[10].

- Espagne : Antonio Medina remporte le championnat[11]. Chez les femmes, c’est Pepita Ferrer qui s’impose[12].
- États-Unis : Bobby Fisher remporte le championnat[Note 1],[13]. Chez les femmes, pas de championnat[14].
- Finlande: Eero Böök remporte le championnat[15].
- France : André Thiellement remporte le championnat [16]. Chez les femmes, pas de championnat[17].
- Inde : Farooq Ali remporte le championnat[18].
- Iran : Mansour Jelveh remporte le championnat[19].

- Pays-Bas : Frans Kuijpers remporte le championnat masculin[20]. Pas de championnat féminin.
- Pologne : Jacek Bednarski remporte le championnat[21].
- Royaume-Uni : Jonathan Penrose remporte le championnat[22].

- Suisse : Dieter Keller remporte le championnat [23]. Chez les dames, c’est Mathilde Laeuger qui s’impose[24].
- RSS d'Ukraine : Youri Nikolaïevski remporte le championnat[25],[26], dans le cadre de l’U.R.S.S.. Chez les femmes, Lyubov Idelchyk s’impose[27].
- RFP Yougoslavie : Svetozar Gligorić remporte le championnat[28],[29]. Chez les femmes, Milunka Lazarević s’impose.

## Naissances
- 8 février : Johann Hjartarson
- 20 mars : Andreï Sokolov
- 13 avril : Garry Kasparov, champion du monde
- 23 avril : Pia Cramling, championne de Suède
- 14 novembre : Michał Krasenkow

## Nécrologie
- En 1963 : Ernst Larsson (en), Hermann Helms (en)
- 6 janvier : Joel Fridlizius (en), Weaver W. Adams (en)
- 8 février : Ernst Jacobson (en)
- 11 mars : Sven Buskenström (en)
- 25 juillet : Gösta Stoltz
- 23 septembre : Leon Loewenton (en)
- 3 novembre : Borislav Kostić
- 29 novembre : George Salto Fontein (en)